# Tarzan et la Femme léopard
Série
Tarzan et les Amazones Tarzan et la Chasseresse
Pour plus de détails, voir Fiche technique et Distribution.
Tarzan et la Femme léopard (titre original : Tarzan and the Leopard Woman) est un film américain réalisé par Kurt Neumann, sorti en 1946.

## Synopsis
Tarzan vient en aide à des jeunes femmes capturées par des hommes-léopards. Il fait prisonnier par la Grande prêtresse de la tribu.

## Fiche technique
- Titre original : Tarzan and the Leopard Woman
- Titre français : Tarzan et la Femme léopard
- Réalisation : Kurt Neumann
- Scénario : Carroll Young d'après les personnages d'Edgar Rice Burroughs
- Photographie : Karl Struss
- Musique : Paul Sawtell
- Pays d'origine :  États-Unis
- Société de production : RKO Pictures
- Format : Noir et blanc — Couleur (Technicolor) — 35 mm — 1,37:1 — Son : Mono
- Genre : Film d'aventure
- Date de sortie : 1946

## Distribution
- Johnny Weissmuller (VF : Raymond Loyer) : Tarzan
- Brenda Joyce : Jane
- Johnny Sheffield (VF : Bernard Gille) : Boy
- Acquanetta : Lea, the High Priestess
- Edgar Barrier : Dr. Ameer Lazar
- Dennis Hoey : Commissioner
- Tommy Cook : Kimba
- Anthony Caruso : Mongo